# North Oaks
North Oaks è una città degli Stati Uniti d'America, situata in Minnesota, nella Contea di Ramsey.